# Горелов, Владимир Константинович
Владимир Константинович Горелов (24 октября 1926, Москва — 6 марта 1992, там же) — советский актёр театра и кино, режиссёр, народный артист РСФСР (1970).

## Биография
Владимир Константинович Горелов родился 24 октября 1926 года в Москве в семье директора завода. В 1943—1945 годах учился в Московском железнодорожном техникуме, занимался в художественной самодеятельности.
В 1945—1947 годах учился в танцевальной студии при Большом театре. В том же году стал актёром Московского ТЮЗа, где работал всю жизнь. Снимался в кино, занимался концертной деятельностью.
Умер 6 марта 1992 года в Москве, похоронен на Ваганьковском кладбище (2-й участок).

### Семья
- Отец — Константин Николаевич Горелов, 1894 г.р., член ВКП(б) с 1921 г. ( исключен в 1937 г.), был на руководящих должностях, в т. ч. директором завода "Комсомолец" г. Егорьевска, репрессирован, проходил по одному делу с В. Д. Головачевым, мужем Марии Петровых, умер в заключении в 1941 году.
- Мать — Цона Христовна Горелова (1890—1972), болгарка по происхождению.
- Брат — Леонид, учитель, затем зам. министра.
- Брат — Аркадий (пропал без вести на фронте в 1942 году).
- Дети — Константин (род. 1962), Софья (род. 1973).

## Награды и премии
- Заслуженный артист РСФСР (10.05.1962).
- Народный артист РСФСР (24.07.1970).
- Орден Трудового Красного Знамени (22.08.1986).

## Работы в театре
- 1956 — «Место в жизни» М. Шатрова — Миша
- «У нас экзамены» — Геня Новиков
- «Хижина дяди Тома» — Сэм
- «Аттестат зрелости» — Жарков
- «Отверженные» — Жанио
- «Три мушкетёра» М. Розовского и Ю. Ряшенцева по роману А. Дюма — Д'Артаньян, позже кардинал Ришельё
- «Два клёна» Е. Л. Шварца — Иванушка
- «Старая крепость» по мотивам трилогии В. Беляева — Василь
- «Судьба товарища» — Ваня
- «Павлик Морозов» В. Губарева — Павлик Морозов
- «Чистые руки» — Ключевский
- «Именем революции» — Сеня
- «Капитанская дочка» по А. С. Пушкину — Швабрин
- «Парень из нашего города» К. М. Симонова — Сергей Лутонин
- «Ромео и Джульетта» У. Шекспира — Меркуцио
- «Убить пересмешника» — Финч
- «Варшавский набат» В. Н. Коростелёва — Учитель
- «Отец» Ф. Ф. Кнорре — Федотов
- «Как дела, молодой человек?» Ш. Шомоди Тота — Денеш Кирай
- «Будьте готовы, ваше величество» — Тонгаор
- «Нашествие» Л. М. Леонова — Таланов
- «Я, бабушка, Илико и Илларион» — Илларион
- «Вся его жизнь» — Денис Иванович
- «Последние» М. Горького — Иван Коломийцев
- 1991 — «Преступление и наказание» по роману Ф. М. Достоевского —

## Фильмография
- 1954 — Школа мужества — Цыганок
- 1955 — Крушение эмирата — красноармеец
- 1961 — В начале века — Николай Орлов
- 1963 — Живые и мёртвые (1-я серия) — лётчик c ТБ-3, майор
- 1964 — Фитиль (№ 25 «Задушевная беседа») — Мочкин
- 1966 — Крылья — Игорь, муж Тани
- 1968 — Первая девушка — командир отряда
- 1968 — Шестое июля — Николай Горбунов, секретарь Ленина
- 1968 — Щит и меч (фильм 3-й и 4-й) — Геббельс
- 1970 — Город первой любви (новелла «Сталинград — 1929 год») — врач
- 1972 — Красно солнышко — Тимофей Иванович Аржаков
- 1974 — Мужчины седеют рано — Бартоломей Брумэ
- 1974 — Скворец и Лира — Минарет, агент-официант
- 1976 — Никто вместо тебя — Николай Стежару
- 1979 — Этот фантастический мир (Выпуск 1 «Из пушки на Луну»)
- 1980 — Большая-малая война — Аршинов
- 1987 — Вот такая история... — сотрудник института

## Озвучивание
- 1961 — Волшебник Изумрудного города (4-я серия «Королевство Бастинды») — мигун; вожак летучих обезьян
- 1975 — Чёрная курица — подземный король
- 1978 — Большая докторская сказка (радиоспектакль) — Хватачек